# Grand River (Iowa)
Grand River es una ciudad ubicada en el condado de Decatur en el estado estadounidense de Iowa. En el Censo de 2010 tenía una población de 236 habitantes y una densidad poblacional de 438,08 personas por km².

## Geografía
Grand River se encuentra ubicada en las coordenadas 40°49′8″N 93°57′48″O / 40.81889, -93.96333. Según la Oficina del Censo de los Estados Unidos, Grand River tiene una superficie total de 0.54 km², de la cual 0.54 km² corresponden a tierra firme y (0%) 0 km² es agua.

## Demografía
Según el censo de 2010, había 236 personas residiendo en Grand River. La densidad de población era de 438,08 hab./km². De los 236 habitantes, Grand River estaba compuesto por el 96.61% blancos, el 0% eran afroamericanos, el 0.42% eran amerindios, el 0% eran asiáticos, el 0% eran isleños del Pacífico, el 1.27% eran de otras razas y el 1.69% pertenecían a dos o más razas. Del total de la población el 3.39% eran hispanos o latinos de cualquier raza.